# Gaston Villemer
Germain Girard, dit Gaston Villemer, né le 20 novembre 1842 à Annonay (Ardèche) et mort le 22 juin 1892 dans le 8e arrondissement de Paris, est un parolier français.
Il est connu pour avoir été en 1871 le parolier de la chanson Alsace et Lorraine appelée communément par le premier vers de son célèbre refrain : Vous n'aurez pas l'Alsace et la Lorraine.

## Parcours

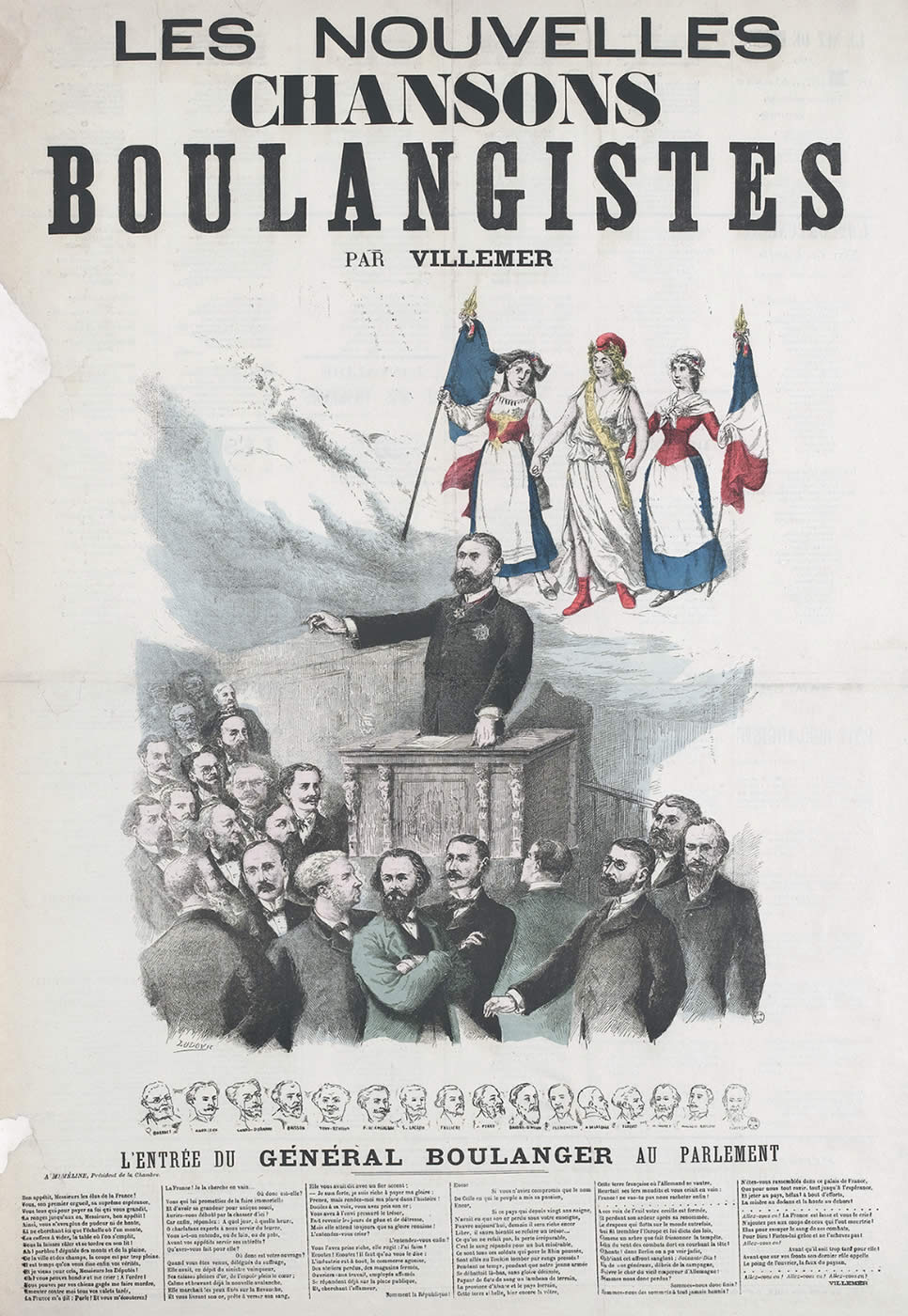
Les nouvelles chansons boulangistes de Villemer alimentèrent la popularité du général Boulanger.

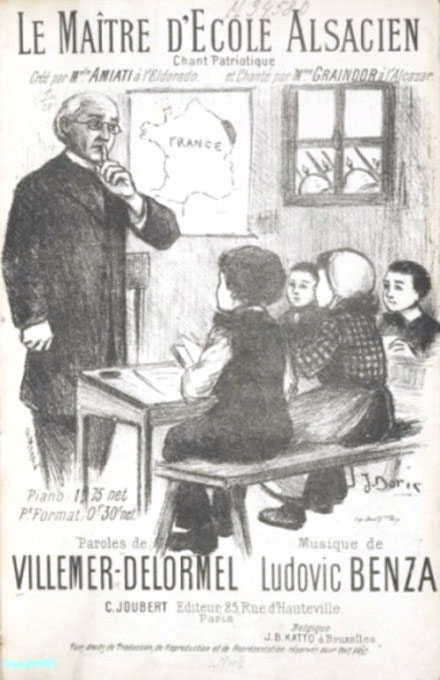
Couverture d'une partition du Maître d'école alsacien illustrée par Jules Baric (1872)

Villemer a écrit en duo avec Lucien Delormel les paroles de nombreuses chansons revanchardes dans les années qui ont suivi la guerre franco-allemande de 1870-1871, toutes créées par Amiati, sur des partitions illustrées entre autres par Edward Ancourt et des musiques de Lucien Collin ou d'Auguste Taccoen par exemple.
En 1889, André Chadourne relève que ces « vrais frères siamois de la littérature des beuglants » sont les deux seuls paroliers qui « gagnent plus de dix mille francs par an » mais doute que leur « marchandise » soit « absolument naturelle » : « en vérité, affirme-t-il, les productions signées Villemer - Delormel dépassent les limites normales » grâce au recours à des nègres. Martial du Treuil, un autre contemporain, est de l'avis contraire : « les chansonniers édités sous la "raison sociale" Villemer et Delormel étaient bien Villemer et Lucien Delormel ».
Après avoir été le parolier de la revanche, Villemer devint celui du général Boulanger, à la gloire duquel il écrivit vingt-cinq chansons.
Villemer est, par ailleurs, « l'un des rares auteurs à avoir sérialisé la défaite de 1870 », publiant entre 1886 et 1890 une soixantaine de petits fascicules illustrés de quatre pages sur ce thème, tels Le Pâté prussien, ou l'Auberge du porc d'Allemagne, L'Or allemand, ou la Trahison du petit bossu ou L'Orgie prussienne, ou la Fille de joie. Certains fascicules sont illustrés par Clérice Frères.
Dans ses mémoires, le chanteur Paulus, évoque comme suit le duo de paroliers : « Leur idée revêtait le plus souvent une forme lâchée, parfois vulgaire, mais ils trouvaient la situation. Ils suppléaient à l'absence de poésie par l'invention ; ils faisaient passer la rime indigente grâce au mot heureux. »
Le poète-chansonnier dont les œuvres ont eu une vogue importante au café-concert est mort le 22 juin 1892. Tombé dans la misère et l'oubli, il s'est suicidé d'un coup de revolver, dans la chambre qu'il occupait au cinquième étage du 93 boulevard Haussmann, à Paris. D'abord enterré dans le cimetière parisien de Saint-Ouen, ses restes sont transférés en 1897 au Pré-Saint-Gervais.

## Œuvres
- 1885 : Gaston Villemer et Lucien Delormel, Les chansons d'Alsace-Lorraine, Paris, L. Bathlot, Marpon et Flammarion (lire en ligne)
- Avec Jürgen Riel et Paul Blétry, Le Testament d'un libre penseur. Chanson anti-cléricale, 1908, BNF.